# روخی
روخی (به انگلیسی: Rukhi) یک منطقهٔ مسکونی در هند است که در مهاراشترا واقع شده‌است.